# Alkalihalobacillus alcalophilus
Alkalihalobacillus alcalophilus (anticamente Bacillus alcalophilus) è un battere gram-positivo dalla forma rotonda. È stato isolato per la prima volta da residui di acque alcaline ma è più facilmente isolabile anche da residui animali e dal terreno. 
A. alalophilus è un battere moderatamente alotollerante e alcalofilo obbligato capace di crescere a valori di pH tra i 9 e i 10,5 (possibilmente anche valori maggiori) e a temperature di 40 °C.
Questa specie è stata riclassificata nel genere Alkalihalobacillus nel 2020.

## Genoma
Il contenuto del genoma di A.alcalophilus AV1934 presenta un contenuto di G+C del 37,2% e ha una totalità di 4.095 geni capaci di sintetizzare 4.063 proteine diverse.